# Sesshū Tōyō
Sesshū Tōyō (jap. 雪舟 等楊, せっしゅう; Oda Tōyō od 1431., također poznat pod imenima Tōyō, Unkoku, i Bikeisai) (1420./27. godina ere Ōeija – 26. kolovoza 1506./8. dan 8. mjesec 3. godine ere Eishōa), japanski slikar i budistički svećenik iz razdoblja Muromachija. 
Umjetničko ime (gō) mu je Sesshū, dok je Tōyō njegovo vlastito ime (imina) koje je dobio tek 1431., dok izvorno osobno ime nije poznato.
Pripadao je zen sekti japanskog budizma rinzai-shūu. Nosio je naslove slikanja tintom i vodenim bojama (suibokuge, 水墨画) i naslov majstora zena.
Učitelj mu je bio Tenshō Shūbun. Na Tōyōvo slikanje utjecalo je krajobrazno slikarstvo iz doba kineske dinastije južnog Sunga, posebice radovi Guija Xije iz škole Ma-Xije. 
Rođen je u naselju Akahami u kuniju Bitchū, danas na zapadu prefekture Okayame, u samurajskoj obitelji Oda (小田家). Odgojili su ga zen budistički svećenici iz škole rinzai. U mladost je pokazao dar za likovnu umjetnost i poslije je postao jedan od najvećih japanskih umjetnika svog vremena, osobito cijenjenog u Japanu i Kini.
Ime Tōyō dobio je 1431., kad je pristupio zen hramu u Hōfuku-ji u Sōji.
1468./1469. otputovao je u Kitaj kojim je vladala dinastija Ming, gdje su ga brzo prepoznali kao izvrsnog slikara. Po povratku u Japan, napravio si je slikarski studio i uspostavio veliko sljedbeništvo, koje se danas naziva škola Unkoku-rin ili "Sesshūova škola". Premda brojna djela nose njegov potpis, samo za mali broj njih može se sa sigurnošću potvrditi da ih je naslikao. Najpoznatiji mu je rad svitak Dugi krajobraz (山水長巻, Sansui chōkan). Mnogi slavni njegovi učenici, među njima i Tōhaku Hasegawa, također su se potpisivali Sesshūovim imenom. To je bilo zbog umjetničkih razloga. 
Oko 1440. otišao je živjeti u Kyoto, veliki grad, ondašnji japanski glavni grad. Živo je kao redovnik u slavnom zen hramu Shōkoku-jiu. Ondje je učio kod poznatog majstora zena Shunrina Suta (春林周藤), a slikanje kod Tenshōa Shūbuna, najcjenjenijeg japanskog slikara tog vremena.
Djela su mu klasificirana kao Nacionalno blago Japana ((国宝, kokuhō).
Istaknuta djela su krajobrazi: 
- Četiri godišnja doba, četiri svitka (prije 1469.; Nacionalni muzej u Tokiju)
- Jesen i zima, dva viseća svitka (oko. 1470–90.; Nacionalni muzej u Tokiju)
- Kratki svitak krajobraza (oko 1474.–90.; Nacionalni muzej u Kyotu)
- Dugi svitak krajobraza (Sansui Chokan) (oko. 1486; zbirka Mori, Yamaguchi, Japan)
- Haboku-Sansui, svitak izrađen tehnikom zapljusnute tinte (1495.; Nacionalni muzej u Tokiju)
- Pogled na Ama-no-Hashidate (oko 1502.–05.; Nacionalni muzej u Kyotu)

Ostala poznata djela su:
- Portret Masude Kanetake (1479.; zbirka Masuda, Tokio)
- Huike pruža ruku Bodhidharmi (Daruma i Hui K’o) (1496.; hram Sainen-ji, Aichi, Japan)
- Cvijeće i ptice, par šesterolisnih paravana (nedatirano; zbirka Kosaka, Tokio)